# Пхоханський металургійний комбінат
36°00′49.03″ пн. ш. 129°24′03.2″ сх. д. / 36.0136194° пн. ш. 129.400889° сх. д.

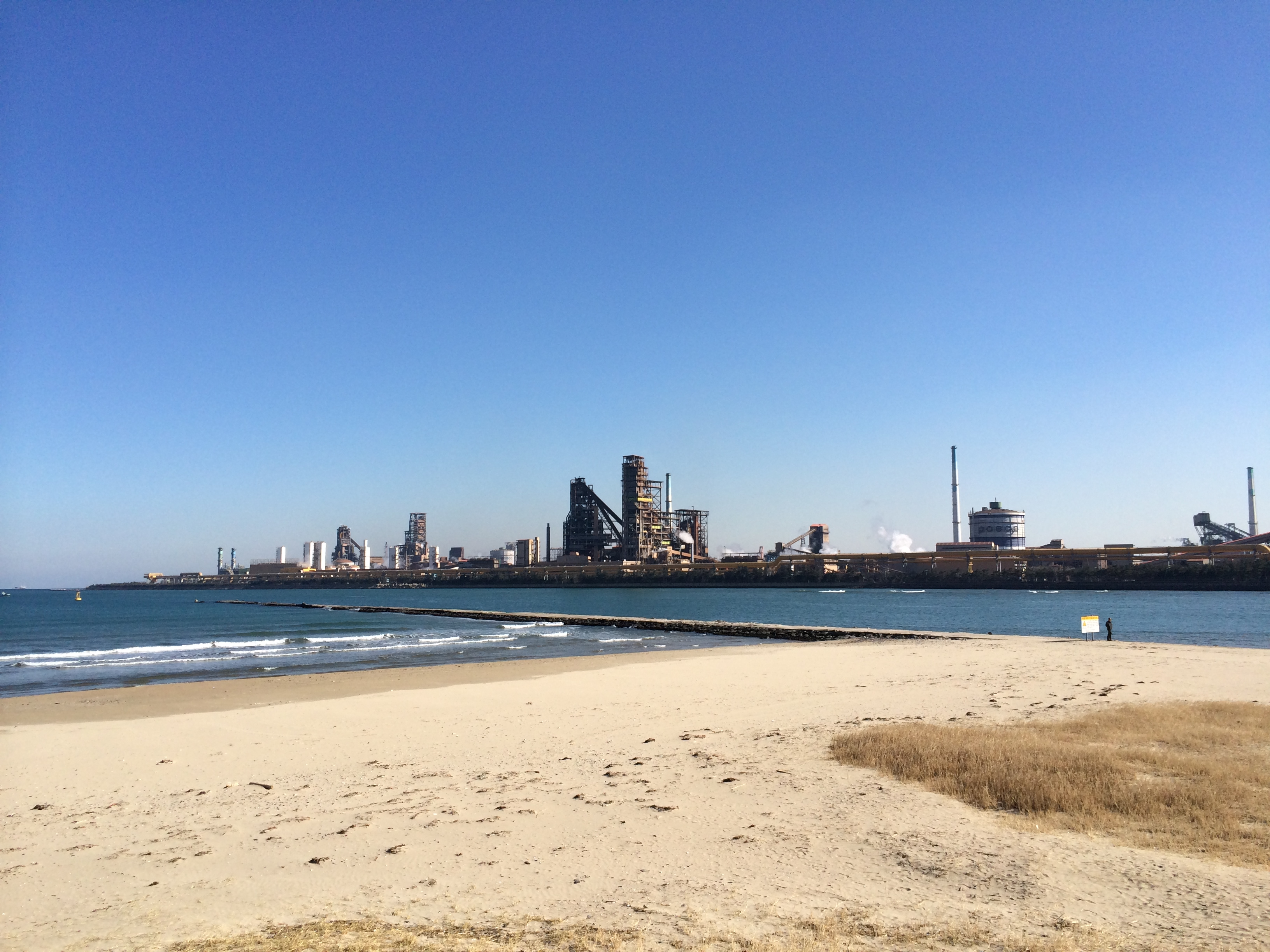
Комбінат.

Пхоханський металургійний комбінат (кор. 포항제철소) — одне з найбільших підприємств чорної металургії Південної Кореї, у 2-й половині 20 століття — найбільше. Розташований у місті Пхохан, що лежить на східньому узбережжі країни. Заснований як державне підприємство 1968 року, почав роботу 1972 року. Належить найбільшій металургійній компанії Південної Кореї «POSCO».

## Історія
До будівництва Пхоханського металургійного комбінату Південна Корея виробляла сталі у кілька разів менше ніж Північна Корея — лише 0,5 млн т у 1970 році, 0,58 млн т у 1972 році при потребі 2,8 млн т на рік. В країні діяли лише невеличкі сталеливарні підприємства. Пхоханський металургійний комбінат став першим великим металургійним підприємством з повним металургійним циклом у Південній Кореї.
Для будівництва комбінату 1 квітня 1968 року було засновано державну компанію «Pohang Iron and Steel Co., Ltd.», або скорочено «POSCO». Будівництво підприємства було найбільшим економічним проектом у співробітництві між Південною Кореєю і Японією з початку нормалізації відносин між двома країнами у 1965 році. Японським урядом було виділено 100 млн $. Вартість першої черги будівництва становила 285 млн доларів. Будували комбінат і впроваджували виробничі технології у корейську металургію японські компанії «Ніппон-стіл» і «Ніппон кокан». Першу доменну піч було побудовано 1973 року, до 1982 року на комбінаті було 4 доменних печі, а потужність заводу зросла до 9,1 млн т сталі на рік, що робило його на той час одним з найновіших і найбільших металургійних підприємств світу.
Комбінат будувався у три черги. З закінченням першої черги (1970—1973 роки) продуктивність заводу становила 1,03 млн т сталі на рік, з закінченням другої (1973—1976 роки) — 2,6 млн т, з закінченням третьої (1976—1978 роки) — 5,5 млн т.